# Бішигіно
Біши́гіно (рос. Бишигино) — село у складі Нерчинського району Забайкальського краю, Росія. Адміністративний центр Бішигінського сільського поселення.

## Населення
Населення — 391 особа (2010; 443 у 2002).
Національний склад (станом на 2002 рік):
- росіяни — 100 %